# Meisjesleven. Christelijk Tijdschrift voor onzer Vrouwelijke Jeugd
Meisjesleven. Christelijk Tijdschrift voor onzer Vrouwelijke Jeugd verscheen tussen 1918 en 1924 maandelijks in Nederland. Het blad was gericht aan meisjes die opgroeiden in een christelijke omgeving en diende als hulp bij de voorbereiding van deze meisjes op een toekomst als moeder en huisvrouw, of tot het werk als verpleegster of onderwijzeres. Het tijdschrift bevatte onder andere bijdragen over Bijbelteksten die dienden als moreel kompas, beroepen die destijds voor vrouwen geschikt werden geacht, correspondentiebrieven van de meisjes en mededelingen van verschillende christelijke meisjesverenigingen. Ook stonden er korte verhalen, gedichten en illustraties in het blad.
Meisjesleven stond onder redactie van J.M. Westerbrink-Wirtz en Pieter Keuning. Ook Henriëtte Kuyper en Chris Smeenk werkten mee aan het tijdschrift.